# Pekárna

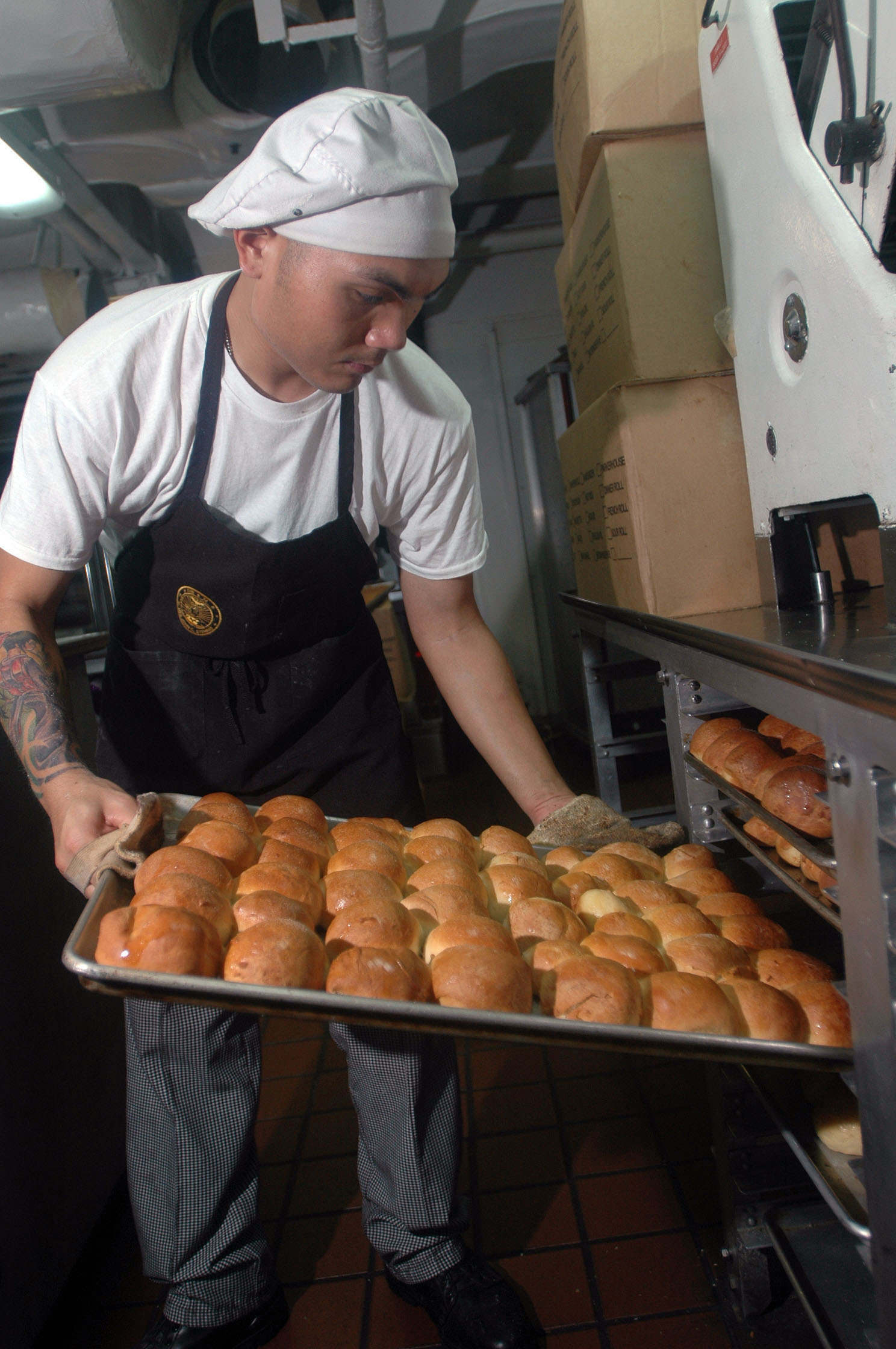

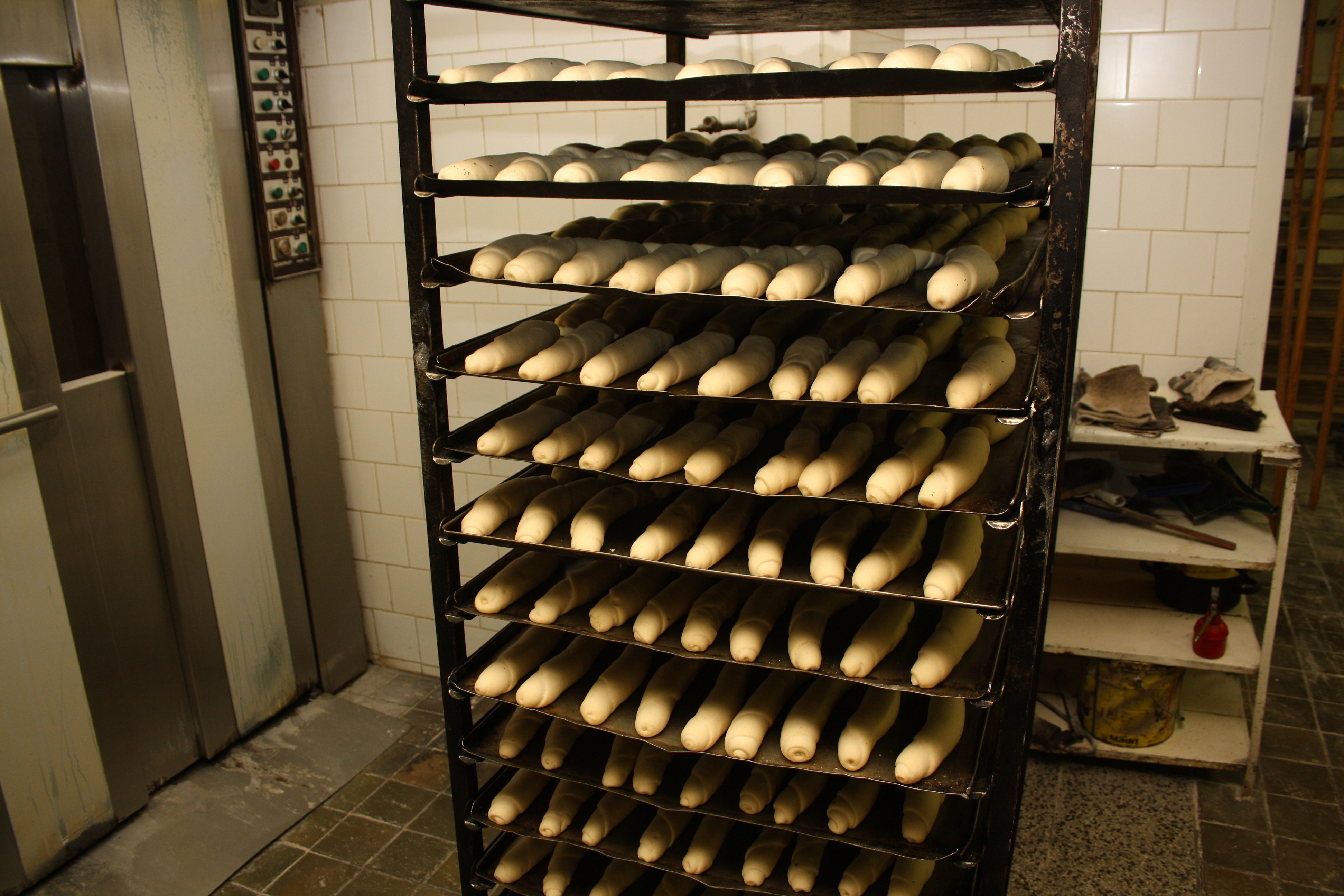
Výroba rohlíků v menší pekárně

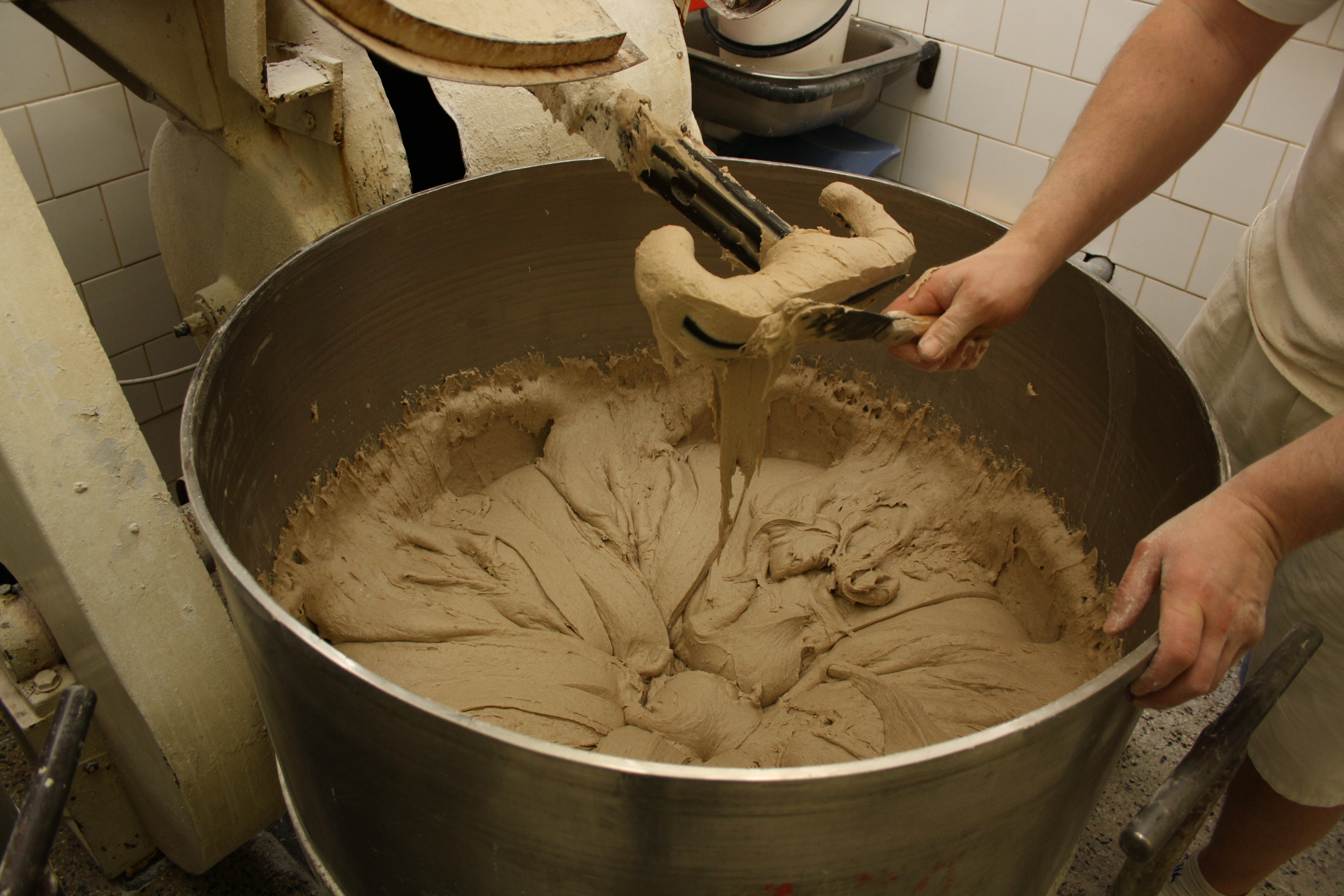
Výroba chleba v menší pekárně. Po smísení se těsto musí nechat ještě vykynout

Pekárna je menší nebo větší provozovna, kde se peče pečivo ve velkém.

## Menší provozovny
Menší provozovny zpravidla zásobují nevelká sídla s jejich okolím, častěji používají nekontinuální neboli periodické pece s přetržitým provozem. Příkladem může být elektrická výtažná etážová pec VP10 EK, která má čtyři etáže, nezávisle vytápěné horní a dolní řadou odporových topných tyčí, pečnou plochu vytahovací etáže tvoří síťový pás podložený plechem. Podobná elektrická sázecí etážová pec SP10E má opět čtyři etáže vzájemně nezávislé z hlediska vytápění, přívodu a odvodu páry. Pečnou plochu tvoří betonové desky, osazované pomocí lopaty.
Za nejvýhodnější z hlediska obsluhy, úsporného řešení pečné plochy i menších tepelných ztrát se pokládají vozíčkové konvekční pece. Pečnou plochu těchto pecí tvoří samostatné plochy, které se zasunují nad sebou do rámu vozíku, a to v počtu 16 až 24. Vozík s osazenými plechy se zaváží do boxu, kde se upevní na závěsné a otáčecí zařízení. Po zavření dveří boxu se toto zařízení uvede do chodu a vozík s plechy rotuje kolem svislé osy po celou dobu pečení. Teplo se předává pečivu převážně prouděním horkého vzduchu.
V některých starších pekárnách se vyskytují ještě parní sázecí pece. Jsou vytápěny nepřímo pomocí Perkinsových trubek, které jsou zataveny a z 1/3 naplněny vodou. Snížené konce těchto trubek zasahují do topeniště a pára, která se v nich tvoří, předává teplo pečnému prostoru. Tyto pece se stavěly jako dvou nebo tříetážové.

Ačkoliv jsou menší provozovny z hlediska ekonomického a potřeby pracovní síly náročnější, jejich výrobky jsou oblíbené pro kvalitu, čerstvost, více osobitý sortiment a v neposlední řadě i to, že spotřebitelé v menších oblastech výrobce znají.

## Větší provozovny
Větší provozovny (velkopekárny) zpravidla zásobují větší spádová území či velká města, častěji používají zařízení s kontinuálním (nepřetržitým) procesem a to nejen pece, ale i zkrácené postupy přípravy těst s použitím rychlohnětacích strojů - mixérů. Nevýhody jsou zvýšené náklady na elektrickou energii, droždí a na oxidační zlepšovadla a hlavně pro nás nezvyklý charakter výrobku. Pečivo takto vyrobené má příliš jemně pórovitou, až vatovitou střídu, která se špatně krájí, má méně výraznou chuť a vůni, a pokud do něj nejsou přidány další typy zlepšovadel, také dříve tvrdne.
Mívají také průběžnou kynárnu (prostor - box pro dokynutí), ze které těstové kusy plynule procházejí na sázecí stůl, kde probíhá vlažení i sypání. Funkci vlažícího zařízení plní buď rotující kartáč smáčený vodou, nebo řada trysek, které rozprašují na pečivo vodní mlhu, k sypání slouží rotující drážkovaný válec. Následuje sázení do průběžných pecí, kde se výrobky pečou bez plechů, přímo na ocelovém pletivovém dopravníku, který tvoří pečnou plochu a upečené pečivo potom z něho padá přímo do přepravek.

## Související provozy nebo zařízení

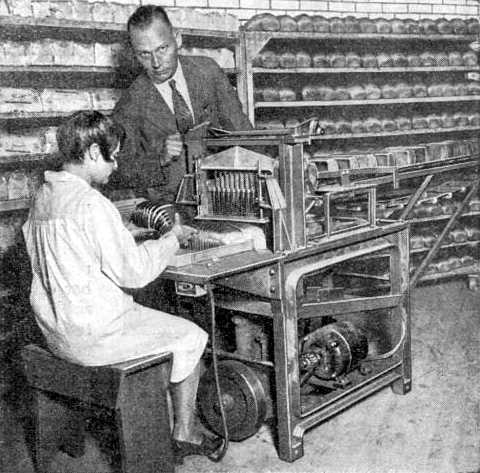
Prototyp elektrického kráječe chleba z roku 1930

Větší i menší provozovny mají ještě zařízení na krájení některých druhů pečiva (nejčastěji chléb nebo vánočky a na balení některých druhů pečiva a to buď do mírně lepkavé průhledné tenké polyetylénové fólie, nebo jiné do nejčastěji papírových sáčků. V maloprovozu tato zařízení bývají ovládána ručně, ve větších provozovnách bývají více automatizovaná.